# István Hevesi
István Hevesi, né le 2 avril 1931 à Eger et mort le 9 février 2018 à Budapest, est un joueur hongrois de water-polo.

## Carrière
Avec l'équipe de Hongrie de water-polo avec lequel il compte 73 sélections, il remporte la médaille d'or des Jeux olympiques d'été de 1956, la médaille de bronze des Jeux olympiques d'été de 1960 et est sacré champion d'Europe en 1954 et en 1958.